# J.R. Simplot Company
Die J. R. Simplot Company ist ein US-amerikanisches Agrarunternehmen mit Hauptsitz in Boise im Bundesstaat Idaho.

## Geschichte

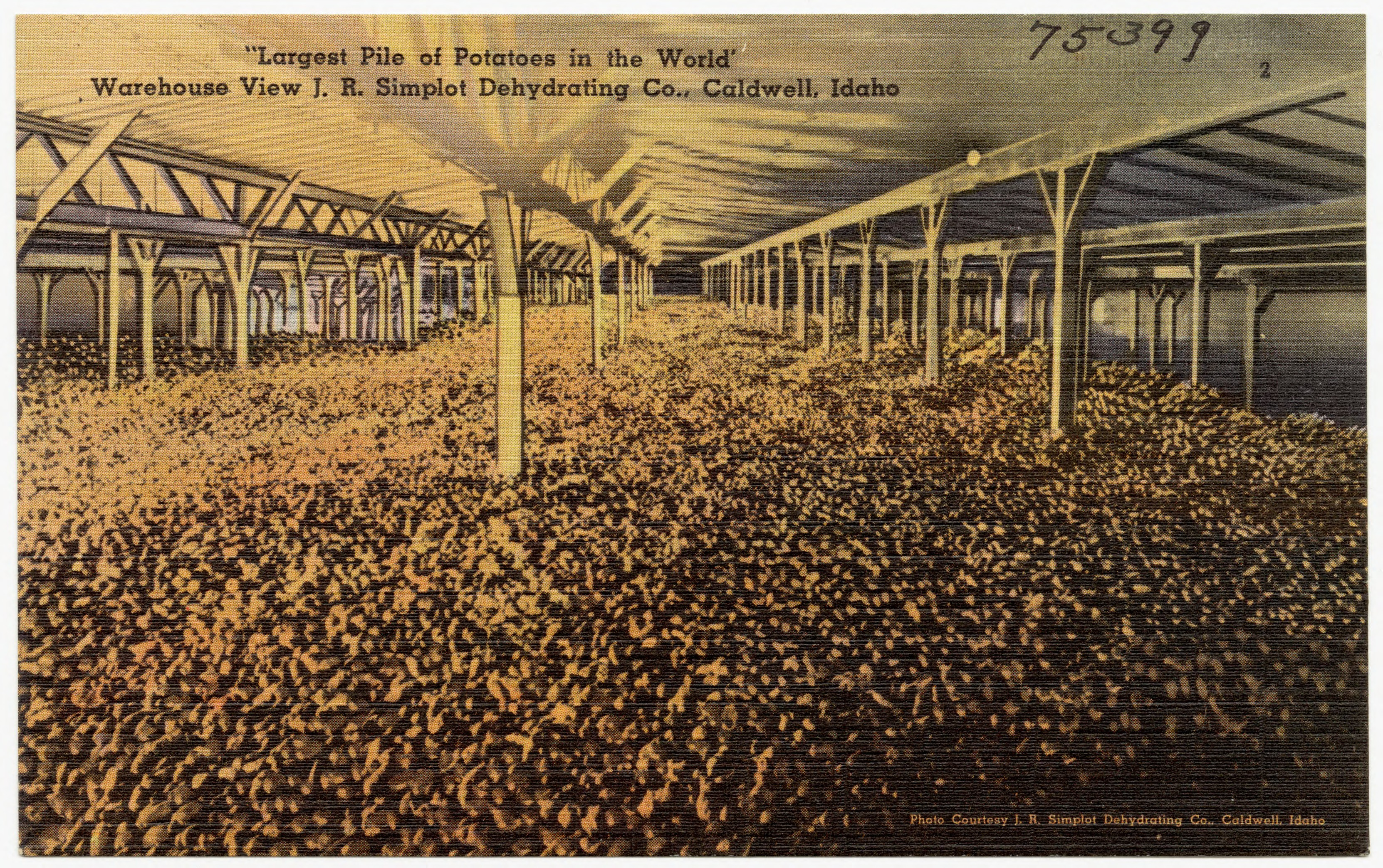
Weltgrößtes Kartoffellager (1930–1945)

Die Simplot Company wurde 1929 vom damals 20-jährigen John Richard Simplot als Ein-Mann-Landwirtschaftsbetrieb gegründet. Sie etablierte sich vor allem als Großlieferantin von dehydrierten Zwiebeln und Kartoffeln für das Militär im Zweiten Weltkrieg. Seit 1953 verkaufte das Unternehmen tiefgekühlte Pommes frites, als deren Erfinder es gilt und wurde 1967 Lieferant für McDonald’s.
Simplot hat mehrere Niederlassungen in den USA, sowie unter anderem in Kanada, Mexiko, Australien, Neuseeland und China. Das Unternehmen vermarktet seine Produkte weltweit in rund 40 Ländern und ist an weiteren Unternehmen beteiligt.
Auszeichnungen (Auswahl)
- 2010: EPA Energie Star[5]

## Produkte und Marken

Gebäude der J.R. Simplot Company (links) im Stadtzentrum von Boise

Das Unternehmen produziert unter anderem Saatgut, Düngemittel, Gefriergut und vertreibt einige eigene Lebensmittelmarken. Dabei verarbeitet das Simplot neben pflanzlichen Nahrungsmitteln auch Fleisch und Fisch zu Fertiggerichten, betreibt eigene Rinderzuchtfarmen und baut Rohstoffe für die Düngemittelproduktion ab. Zu diesen zählen insbesondere Phosphate und Silikate.
Zu Simplot gehören beispielsweise die australischen Nahrungsmittelmarken Edgell (Tiefkühlgemüse), Leggo’s (italienische Gerichte), Ally (Lachs), Seakist und John West (Thunfisch), Harvest (Tiefkühlfertiggerichte) und Bird’s Eye (Fisch, Gemüse, Fertiggerichte).